# STAR (U3のアルバム)
『STAR』（スター）はRA U（藤圭子）、SKING U（宇多田照實）、H。IKASO U（宇多田ヒカル）らが1990年に家族3人で結成した音楽ユニット「U3」が1993年9月17日にニューセンチュリーレコードの前身であるセンチュリーレコードから発売した、U3としてロック曲を収録した唯一のスタジオ・アルバム。

## 解説
U3はアメリカでのデビューを目指して1990年の春に活動拠点を東京からニューヨークへ移し、アメリカでアルバムを発売するために楽曲制作に取り組んでいたがアルバム完成目前の1992年になって東京へ戻ることとなった。そこで彼らは既に英語詞で完成していた10曲を日本向けのものに書き直し、日本で本作を発売した。
本作はRA U（藤圭子）が予てから望んでいたロックを歌ったアルバムであり、当時9歳であったH。IKASO U（宇多田ヒカル）は『THANK YOU』と『子供たちの歌が聞こえる』に歌手として参加していることから、宇多田ヒカルの歌手デビュー作でもある。
カバーアートは、H。IKASO U（宇多田ヒカル）が録音スタジオをスケッチしたものを使用している。
2003年には、シングルカットの際に収録されたシングル・ヴァージョン2曲を追加し「あれから10年 記念盤」というタイトルで再発売された。2002年と2009年には、本作のうちH。IKASO U（宇多田ヒカル）が歌手として参加している2曲（『THANK YOU』、『子供たちの歌が聞こえる』）を収録したCDシングルが発売されている。

## 収録曲
1. STAR （作詞:RA U. / 作曲:RA U. & SKING U. / 編曲:平岩嘉信）
2. 流されてゆくなら （作詞・作曲：RA U.）
3. 子供たちの歌が聞こえる （作詞･作曲:RA U. / 編曲:平岩嘉信）
4. 愛しているよ、あの日の君を （作詞・作曲:RA U. / 編曲:J.BRALOWER & JEFF BROVO）
5. 生まれた時からI LOVE YOU （作詞・作曲:RA U. & SKING U.）
6. THANK YOU （作詞:RA U. & H°IKASO U. / 作曲:RA U. / 編曲:平岩嘉信）
7. 生きることを教えてくれた （作詞:RA U. / 作曲:RA U. & SKING U. / 編曲:平岩嘉信）
8. 婚約解消 （作詞・作曲:RA U. / 編曲:平岩嘉信）
9. ニューヨーク・セレナーデ （作詞・作曲:RA U. & SKING U. / 編曲:平岩嘉信）
10. やり直せる人生 （作詞・作曲:RA U.）
11. THANK YOU (MAXI Version)
12. 子供たちの歌が聞こえる (MAXI Version)

11・12曲目は再発盤のみ収録。